# Lijst van vlaggen van deelgebieden van de Verenigde Arabische Emiraten
Dit artikel bevat een lijst van vlaggen van deelgebieden (emiraten) van de Verenigde Arabische Emiraten. Dit land bestaat uit zeven emiraten.
De meeste vlaggen zijn afgeleid van de rode vlaggen die de verschillende Arabische emiraten langs de Perzische Golf traditioneel gebruiken. Onder het Britse protectoraat vanaf 1820 werd besloten de emiraten van elkaar te onderscheiden door telkens een verschillend wit veld langs de vlaggenstok toe te voegen. Hetzelfde patroon is zichtbaar op de vlag van Bahrein en de vlag van Qatar, twee emiraten die bij de dekolonisatie in 1971 besloten niet toe te treden tot de VAE.
| Kaart | Emiraat        | Vlag | Artikel over de vlag    | Ratio | Ingebruikname |
| ----- | -------------- | ---- | ----------------------- | ----- | ------------- |
|       | Abu Dhabi      |      | Vlag van Abu Dhabi      | 1:2   | 1820          |
|       | Ajman          |      | Vlag van Ajman          | 1:2   | 1820          |
|       | Dubai          |      | Vlag van Dubai          | 1:2   | 1820          |
|       | Fujairah       |      | Vlag van Fujairah       | 1:2   | 1975          |
|       | Ras al-Khaimah |      | Vlag van Ras al-Khaimah | 1:2   | 1820          |
|       | Sharjah        |      | Vlag van Sharjah        | 1:2   | 1820          |
|       | Umm al-Qaiwain |      | Vlag van Umm al-Qaiwain | 1:2   | 1820          |